# Athy
Athy es un pueblo mercantil ubicado en el encuentro del río Barrow y el Gran Canal de Irlanda en el suroeste del Condado Kildare, en Irlanda, a unos 72 kilómetros del suroeste de Dublín.
La población en los resultados preliminares del censo de 2011 es de 10 490 habitantes. Ocupa el sexto lugar entre los pueblos más grande en Kildare y el lugar 50 de Irlanda, con una tasa de crecimiento de 58% desde el censo de 2002. De los primeros registros oficiales de 1813, la población era de 3,192 hasta 1891 con una población de 4,886 y entre 1926-46 y 1951-61 Athy era el pueblo más grande en Kildare. En 1837, la población era de 4,494.

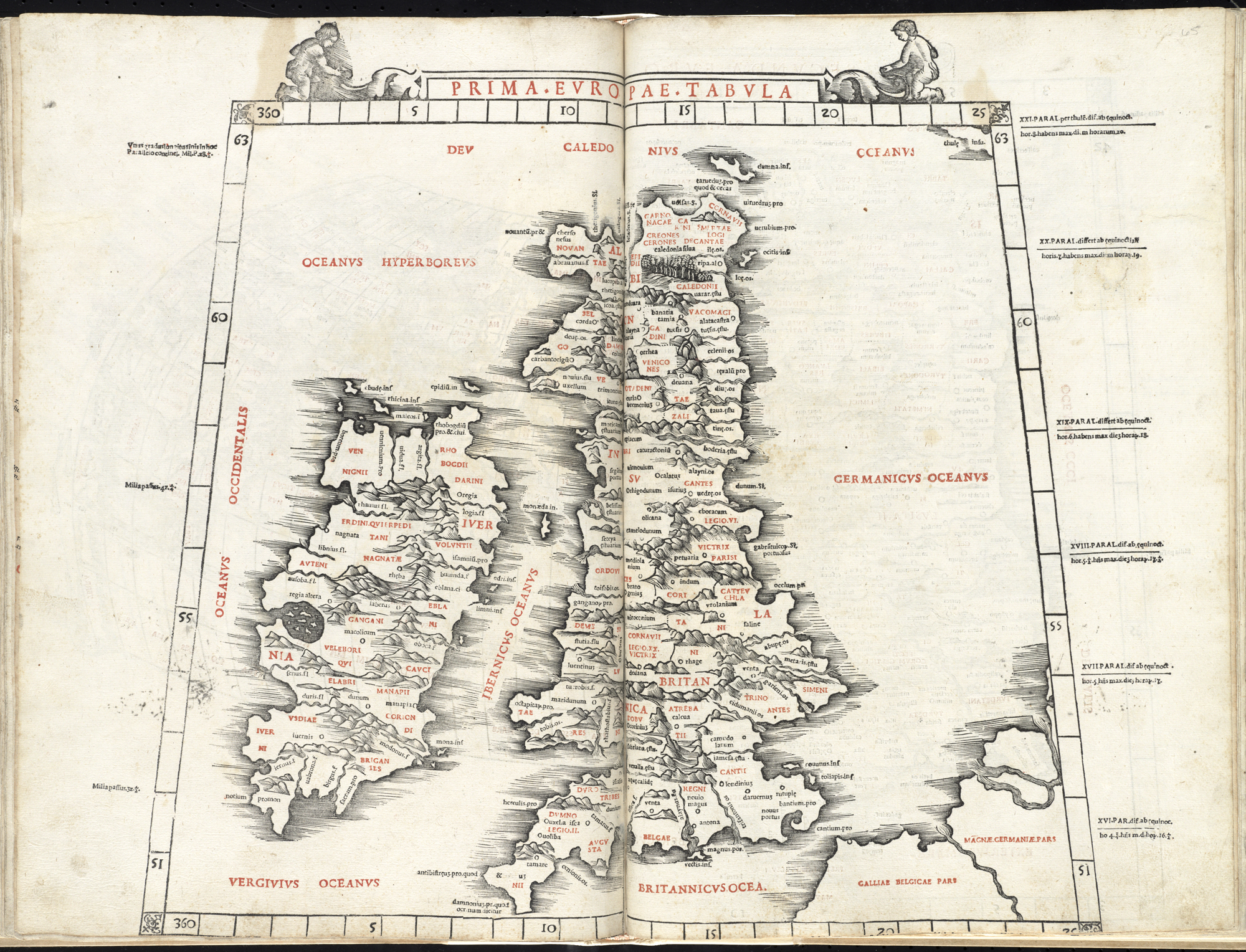
Mapa de Ptolemy mostrando Rheban

Las Guerras Conderales de 1640 tuvieron su campo de batalla en varios lugares en Irlanda, y Athy fue por un período de ocho años uno de los centros de guerra, involucrando a los Realistas, Parlamentaristas y los Confederados. El pueblo fue bombardeado por cañones varias veces, y el Monasterio Domincano, el castillo real y el puente del pueblo (que data de 1417) sucumbieron a las fuerzas destructivas de los cañones. El puente actual, el  Crom-a-Boo Bridge, fue construido en 1776.

## Lugares históricos

### La Corte de Athy
La Corte de Athy fue diseñada por Frederick Darley y construida por los 1850s. El edificio fue originalmente el mercado de intercambio de granos.

### Bar O'Brien
Es el pub del pueblo, el bar de Frank O'Brien, es considerado una atracción turística y fue elegido como uno de los 10 mejores bares de Irlanda in el diario Sunday Tribune en 1999.

### La Casa de Reunión Quaker
Este centro de reunión de la comunidad Quaker fue construido en 1780 en la calle Lane. Los primeros Quaker en Athy pueden haber sido Thomas Weston y su esposa que en 1657 "recibieron la verdad" de parte de Thomas Loe, un predicador inglés, quien estaba visitando a algunos amigos en County Carlow (y que fue influenciado por William Penn).

### La Casa de la Herencia Cultural de Athy
Contiene exhibiciones permanentes sobre Ernest Shackleton, quién no nació en Kilkea House. Tiene una colección de artefactos del pasado de Athy y artefactos de la expedición de Shackleton. 
Entre lo más destacado, se encuentra el modelo del barco Endurance de 1912. Cada año el centro organiza y es sede de la Escuela Otoñal de Shackleton, con oradores de todo el mundo para hablar de diferentes aspectos Antarctica y la vida de Shackleton.